# ロナルド・ハーウッド
ロナルド・ハーウッド（Ronald Harwood CBE, 1934年11月9日 - 2020年9月8日）は、イギリスの劇作家・脚本家。

## 略歴
南アフリカ連邦ケープタウンのユダヤ系の両親の間に生まれ、1951年にロンドンに移住した。王立演劇学校で演技を学び、1953年から1958年まで著名なシェイクスピア俳優・舞台マネージャーのドナルド・ウォルフィットの付き人となる。後にこの経験を基に舞台劇『ドレッサー』を書いた。
1960年代から脚本家としてキャリアを始める。2002年の『戦場のピアニスト』でロマン・ポランスキーとともにアカデミー脚色賞を受賞した。
1986年にNHK教育テレビで13回にわたって放送された演劇史番組「この世はすべて舞台」で案内役を務めた（吹き替え・江守徹）。
1989年から93年までイギリス・ペンクラブ会長、93年から97年まで国際ペンクラブ会長を務めた。

## 主な脚本作品
- 海賊大将 A High Wind in Jamaica （1965年）
- 小さな目撃者 Eyewitness （1970年）
- イワン・デニーソヴィチの一日 One Day in the Life of Ivan Denisovich （1971年）
- 暁の7人 Operation: Daybreak （1975年）
- エビータ Evita Peron （1981年） テレビ映画
- ドレッサー The Dresser （1983年） -　原作も担当
- 贖われた7ポンドの死体 The Doctor and the Devils （1985年） 日本未公開
- アフタヌーンティーはベッドで Cin cin （1991年）
- 明日にむかって… The Browning Version （1994年） 日本未公開
- 輝きの大地 Cry, the Beloved Country （1995年）
- テイキング・サイド Taking Sides （2001年）
- 戦場のピアニスト The Pianist （2002年）
- 華麗なる恋の舞台で Being Julia （2004年）
- オリバー・ツイスト Oliver Twist （2005年）
- 潜水服は蝶の夢を見る Le scaphandre et le papillon （2007年）
- オーストラリア Australia （2008年）
- カルテット! 人生のオペラハウス Quartet （2012年） - 原作戯曲も担当

## 参照
- ハーウッド (小惑星)